# Braunschweiger (Lebensmittel)
Braunschweiger ist eine Bezeichnung für verschiedene Wurstsorten. Im Deutschen Lebensmittelbuch wird sie für Braunschweiger Mettwurst verwendet.

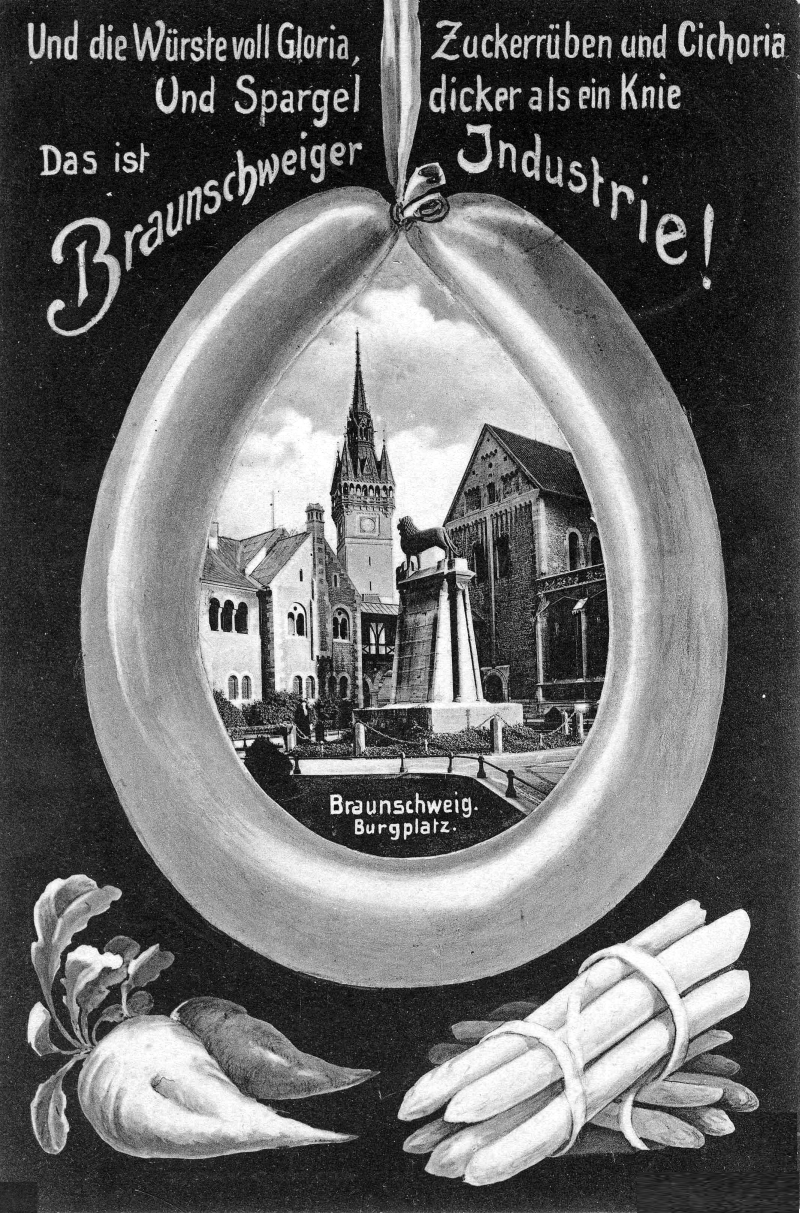
Postkarte von 1904. Dargestellt werden wichtige Produkte der Braunschweiger Lebensmittelindustrie: Eine Braunschweiger, Spargel, Zuckerrüben, erwähnt wird auch die Cichoria.

## Verbreitung in Österreich
In Österreich versteht man unter einer Braunschweiger eine Brühwurst, ähnlich der Jagdwurst. Hergestellt wird die Wurst aus Schweine- und Rindfleisch, Speck und Nitritpökelsalz. Die Braunschweiger ist in Österreich, vor allem in Wien auch unter dem Namen „Dürre“ bekannt, die Braunschweiger selbst als Stangenwurst mit etwa 8 bis 9 cm Durchmesser. In Südösterreich gibt es die Braunschweiger nur als Kranzwurst mit 4 bis 5 cm Durchmesser.

## Verbreitung in den USA
Allgemein bezeichnet der Begriff Braunschweiger in den Vereinigten Staaten eine meist geräucherte, streichfähige Leberwurst. Im Code of Federal Regulations sind die Inhalte und Zubereitung festgelegt, bei deren Einhaltung Fleischwaren als „Beef Braunschweiger“, „Braunschweiger (Liverwurst)“ oder ähnlich bezeichnet werden darf. Demnach ist Braunschweiger eine Kochwurst, die nach geräuchertem Fleisch schmecken muss und aus Schwein-, Rind- oder Kalbfleisch besteht. Sie muss mindestens 30 % Leber von den genannten Nutztieren enthalten.
Seltener findet sich auch die Bezeichnung „Brunswicker“, was auf veraltete deutsche bzw. die niederdeutsche Schreibweise hinweist, die vor allem in England für die Stadt Braunschweig geläufig ist.

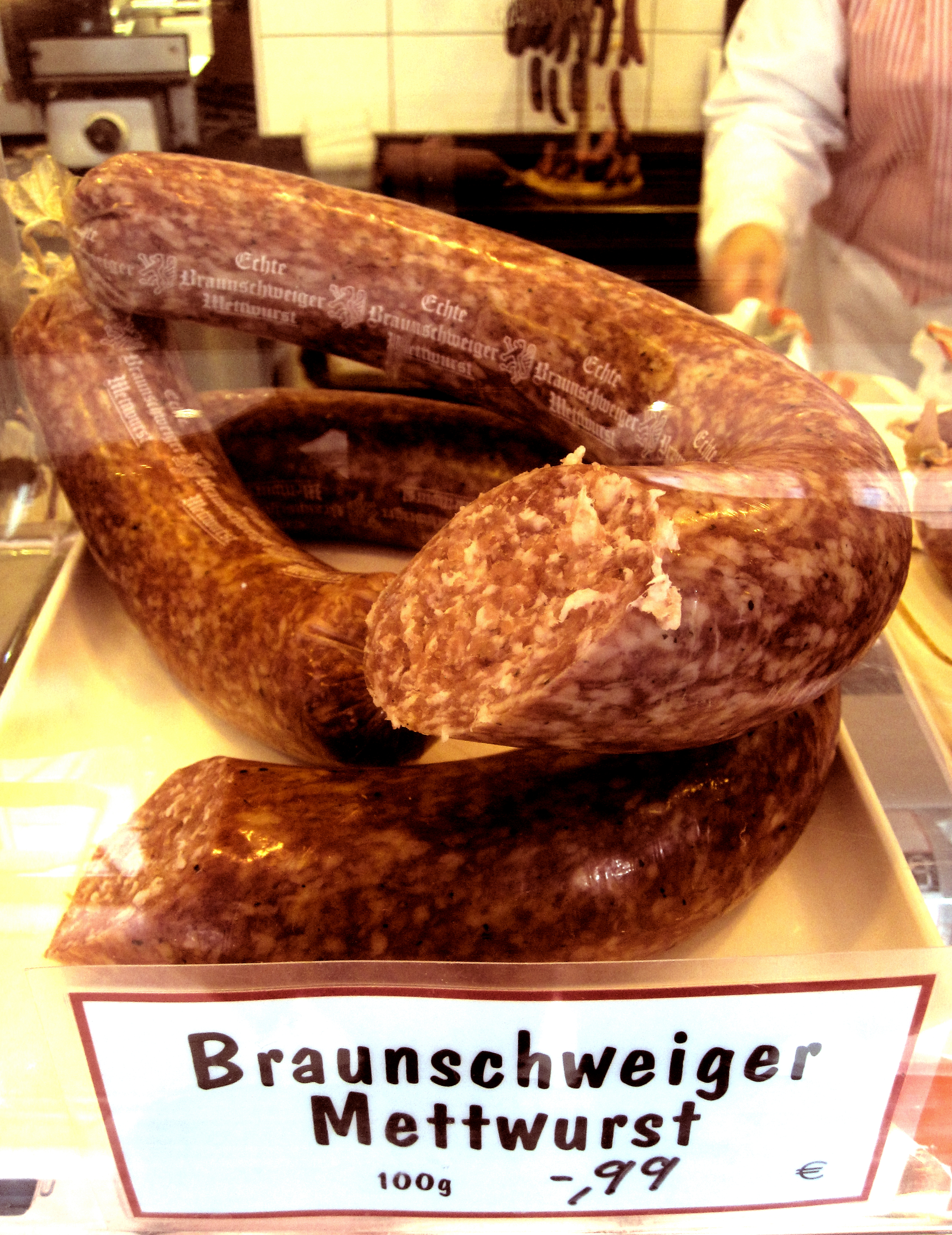
Braunschweiger Mettwurst in Braunschweig
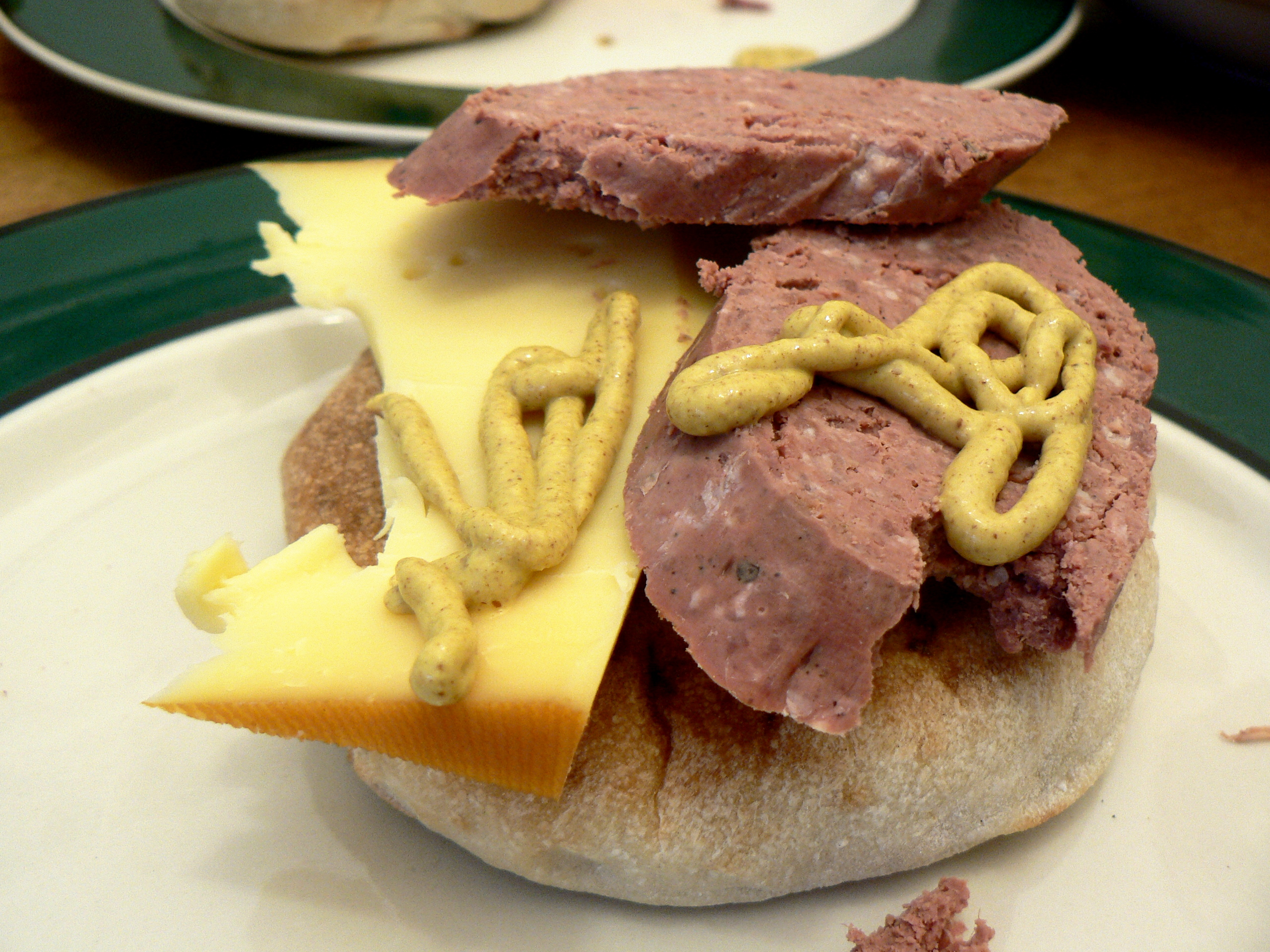
Braunschweiger, streichfähige Leberwurst in Cleveland (Ohio), Vereinigte Staaten